# Dark Skies (filme)
Dark Skies (bra: Os Escolhidos) é um filme  norte-americano de 2013, dos gêneros ficção científica, terror e suspense, escrito e dirigido por Scott Stewart, com produção de Jason Blum e atuações de Keri Russell, Josh Hamilton e Dakota Goyo.

## Sinopse
A pacífica família Barret é sacudida em sua vida pacata no subúrbio por uma série de misteriosos eventos trazidos por uma estranha força, e terá de lutar para sobreviver.

## Enredo
A família Barrett é formada pelo pai Daniel (Josh Hamilton), a mãe Lacy (Keri Russell), o filho mais velho Jesse (Dakota Goyo) e o mais novo Sammy (Kadan Rockett). O desemprego de Daniel e sua dificuldade em arrumar um novo trabalho têm contribuído para seu casamento ficar abalado a ponto do casal brigar constantemente. Para se distraírem das brigas dos pais, Jesse e Sammy se comunicam por walkie-talkie e leem histórias do João Pestana. Em uma noite, Lucy descobre sua geladeira revirada, com os alimentos espalhados pelo chão. Sammy acorda e diz à mãe que o João Pestana fez isso antes de ir ao seu quarto. A princípio, Daniel e Lacy preferem acreditar que foi apenas um animal, mas, na noite seguinte, Lucy descobre os alimentos e os utensílios de cozinha empilhados em um intricado complexo geométrico. O casal então passa a acreditar que o filho sofre de sonambulismo, embora não entendam como ele possa criar formas tão precisas.
Outros fenômenos passam a acometer a família: Lucy e Daniel descobrem feridas estranhas em seus corpos. Lucy, que trabalha como corretora de imóveis, tem um surto psicótico diante de dois possíveis compradores e acorda horas depois em sua cama, sem perceber que passou seis horas trabalhando. Em uma noite, Lucy ouve Sammy falando em seu quarto. Ao entrar, vê uma figura humanoide perto da cama do filho, mas ambos desaparecem quando ela acende a luz. Sammy é encontrado logo depois no jardim frontal da casa. Daniel decide reativar o sistema de monitoramento de sua casa que ele havia desabilitado para economizar, e os alarmes disparam em uma noite, sem razão aparente. Pelo telefone, a empresa de monitoramento diz que deve ter havido uma falha, pois todos os oito sensores dispararam ao mesmo tempo.
Lucy faz uma pesquisa na internet e descobre que houve fenômenos semelhantes em outras famílias, e tudo leva a crer que são obra de alienígenas. Ela descobre inclusive desenhos similares aos que Sammy desenhou, com figuras humanoides. Daniel rejeita a teoria a princípio. Brincando com um amigo, Jesse tem uma convulsão. No hospital, o médico descobre marcas estranhas em seu corpo que aparentemente foram gravadas a ferro quente. Marcas similares são descobertas no corpo de Sammy por uma amiga de Lucy que cuidava dele. Na mesma noite, Daniel revisa as gravações das câmeras que instalou para analisar os fenômenos e, ao pausar as imagens em um  determinado frame, descobre três figuras humanoides em cada uma das camas de sua casa.
Convencido agora sobre a teoria de Lucy, ele decide se juntar a ela para buscar ajuda com o especialista Edwin Pollard (J. K. Simmons). Ele explica que a humanidade tem sido visitada por Greys há anos e que eles instalam implantes nas pessoas que querem controlar - daí as feridas nos corpos de toda a família. Além disso, ele informa que quase sempre os Greys levam o primeiro humano que contataram na família e que a única maneira de evitar uma abdução é tornar o processo trabalhoso demais para os alienígenas a ponto de eles optarem por outra família. Como Sammy foi o primeiro a sofrer manifestações estranhas, a família decide fazer de tudo para protegê-lo. Compram um cachorro bravo e uma arma e bloqueiam as portas e janelas com tábuas de madeira. Contudo, quando chega a noite, os Greys invadem a casa com facilidade e, contrariando as expectativas da família, levam Jesse.
Três meses depois, a família está de mudança e Lucy e Daniel são suspeitos de sumirem com Jesse, batalhando nos tribunais para comprovar sua inocência. Lucy mexe em algumas coisas de Jesse e encontra um desenho de quando ele era mais novo, com alguns Greys desenhados. Lembrando de dois diálogos ocorridos anteriormente no filme (um em que ela diz a uma cliente que Jesse sempre teve doenças e outro em que Daniel diz que a noite mais longa de sua vida foi a noite em que Jesse ficou inexplicavelmente doente a ponto de quase morrer), ela percebe que, na verdade, era Jesse o alvo dos Greys. Repentinamente, um dos walkie-talkies começa a chiar e Sammy ouve do outro lado da linha Jesse o chamando.

## Elenco
- Keri Russell ... Lacy Barrett
- Josh Hamilton ... Daniel Barrett
- Dakota Goyo ... Jesse Barrett
- Kadan Rockett ... Sam Barrett
- J. K. Simmons ... Edwin Pollard
- L. J. Benet ... Kevin Ratner
- Rich Hutchman ... Mike Jessop
- Myndy Crist ... Karen Jessop
- Annie Thurman ... Shelly Jessop
- Jack Washburn ... Bobby Jessop
- Ron Ostrow ... Richard Klein
- Brian Stepanek ... Técnico de sistema de segurança
- Judith Moreland ... Janice Rhodes
- Trevor St. John ... Alex Holcombe

## Lançamento
Dark Skies foi lançado nos Estados Unidos em 22 de fevereiro de 2013 e foi lançado no Reino Unido em 5 de abril de 2013. O filme foi lançado em DVD e Blu-ray em 28 de maio de 2013.